# Gaszyn
Gaszyn est une localité polonaise de la gmina et du powiat de Wieluń en voïvodie de Łódź.
En 2021, la localité compte 1063 habitants.